# Calgary corpus
Il Calgary corpus è una raccolta di file di testo e binari utilizzata comunemente negli anni '90 per il confronto degli algoritmi di compressione dei dati. 
È stato creato nel 1987 da Ian Witten, Tim Bell e John Clearly della Università di Calgary.
Nel 1997 è stato sostituito dal Canterbury corpus.

## Contenuto
Nella sua forma più comunemente usata il corpus consiste nei seguenti 14 file per una dimensione totale di 3.141.622 byte.
| Dimensione (byte) | Nome del file | Descrizione                                                                          |
| ----------------- | ------------- | ------------------------------------------------------------------------------------ |
| 111,261           | BIB           | testo ASCII in formato UNIX "refer" – 725 riferimenti bibliografici.                 |
| 768,771           | BOOK1         | testo ASCII non formattato – Thomas Hardy: Far from the Madding Crowd.               |
| 610,856           | BOOK2         | testo ASCII formato UNIX "troff" – Witten: Principles of Computer Speech.            |
| 102,400           | GEO           | numeri a 32 bit in formato IBM floating point – dati sismici.                        |
| 377,109           | NEWS          | testo ASCII – file batch USENET su vari argomenti.                                   |
| 21,504            | OBJ1          | programma eseguibile VAX – compilazione di PROGP.                                    |
| 246,814           | OBJ2          | programma eseguibile Macintosh – "Knowledge Support System".                         |
| 53,161            | PAPER1        | formato UNIX "troff" – Witten, Neal, Cleary: Arithmetic Coding for Data Compression. |
| 82,199            | PAPER2        | formato UNIX "troff" – Witten: Computer (in)security.                                |
| 513,216           | PIC           | immagine bitmap 1728 x 2376 (MSB first): testo in francese e diagrammi lineari.      |
| 39,611            | PROGC         | codice sorgente in C – UNIX compress v4.0.                                           |
| 71,646            | PROGL         | codice sorgente in Lisp – software di sistema.                                       |
| 49,379            | PROGP         | codice sorgente in Pascal – programma per valutare la compressione PPM.              |
| 93,695            | TRANS         | ASCII e caratteri di controllo – trascrizione di una sessione di terminale.          |

Ne esiste anche una variante meno utilizzata con 18 file che include 4 file di testo in formato UNIX "troff" aggiuntivi: PAPER3, PAPER4, PAPER5, PAPER6.